# Никола Поповски
 Тази статия е за политика от Северна Македония.  За предприемача от Косинец вижте Никола Поповски (предприемач).  
Никола Поповски (на македонска литературна норма: Никола Поповски) е политик от Социалдемократическия съюз на Македония, бивш председател на Събранието и бивш министър на финансите на Северна Македония.

## Биография
Никола Поповски е роден на 24 май 1962 година в Скопие, тогава в Югославия. Завършва Икономическия факултет на Скопския университет със степен магистър, с магистърска теза – „Икономически основи на информационното общество“. От 1992 до 2002 година е депутат от Събранието на Република Македония, като в това време е координатор на парламентарната група на СДСМ, член на Парламентарната асамблея на Съвета на Европа (ПАСЕ), член на множество комисии на ПАСЕ в Страсбург. През 1993 година е шеф на македонската делегация в Парламентарната асамблея на Съвета на Европа в Страсбург, председател на парламентарните комисии за външна политика, екология, малдежта и спорта и финансиране и бюджет. От 3 октомври 2002 г. до 7 ноември 2003 г. изпълнява функцията на председател на Събранието на Република Македония. От 7 ноември 2003 до 26 август 2006 е министър на финансите в правителството на СДСМ. От 2006 г. е отново депутат от СДСМ.